# Fougèrite
La fougèrite (simbolo IMA: Fgè), chiamata anche ruggine verde, è un minerale della classe degli "ossidi e idrossidi" del supergruppo dell'idrotalcite e del gruppo della fougèrite con composizione chimica Fe2+4Fe3+2(OH)12[CO3] • 3(H2O)

## Etimologia e storia
La fougèrite prende il nome da una foresta vicino a Fougères (Bretagna, in Francia) dove è stato raccolto il campione tipo.

## Classificazione
La fougèrite è stata approvata dall'Associazione Mineralogica Internazionale (IMA) nel 2003, pertanto è elencata solo nella nona edizione della sistematica dei minerali secondo Strunz, che è stata aggiornata fino al 2009 e idealmente continuata dal database "mindat.org". In tale edizione la fougèrite è elencata nella classe "4. Ossidi (idrossidi, V[5,6] vanadati, arseniti, antimoniti, bismutiti, solfiti, seleniti, telluriti, iodati)" e da lì nella sottoclasse "4.F Idrossidi (senza V od U)"; questa è più finemente suddivisa in base alla struttura del composto in modo tale che il minerale sia classificato nella sezione "4.FE Idrossidi con OH, senza H2O; strati di ottaedri che condividono uno spigolo" dove insieme a amakinite, theophrastite, brucite, portlandite e pirocroite forma il sistema nº 4.FE.05.
Nella decima edizione, detta anche sistematica di Strunz-Mindat perché pubblicata dal database "mindat.org" che riprende la nona edizione aggiornandola alle nuove scoperte, la fougèrite è nel sistema nº 4.FL.05, ossia sempre nella classe "4. Ossidi (idrossidi, V[5,6] vanadati, arseniti, antimoniti, bismutiti, solfiti, seleniti, telluriti, iodati)" e da lì nella sottoclasse "4.F Idrossidi (senza V od U)"; qui però viene smistata nella sezione "4.FL Idrossidi con H2O ± (OH); strati di ottaedri che condividono uno spigolo" dove è elencata insieme a woodallite, iowaite, jamborite, meixnerite, muskoxite, mössbauerite e dritsite
Nella classificazione dei minerali secondo Dana, utilizzata soprattutto nel mondo anglosassone, la fougèrite è elencata nella classe degli "idrossidi e ossidi contenenti idrossile" e nella sottoclasse "idrossidi e ossidi contenenti idrossile e contenente più cationi", dove forma il sistema nº 06.04.06 insieme alla meixnerite.

## Abito cristallino
La fougèrite cristallizza nel sistema trigonale nel gruppo spaziale R3m (gruppo nº 166) con i parametri di reticolo a = 3,190(1) Å e c = 23,85(6) Å, con 3 unità di formula per cella unitaria.

## Proprietà
Il minerale precedentemente descritto generalmente come fougèrite è stato scoperto essere una intercrescita di due fasi con distinti rapporti Fe2+:Fe3+. La fase con Fe2+:Fe3+ = 2:1 mantiene il nome fougèrite; quella con Fe2+:Fe3+ = 1:2 è definita come la nuova specie trébeurdenite, entrambe membri del gruppo della fougèrite.
La fougèrite è instabile nell'aria in condizioni normali; le piastrine verdi (o verde-nere, nerastre), esagonali, trasparenti si trasformano rapidamente in ossiidrossidi di ferro da giallo-marrone a marrone, opachi, spesso scarsamente cristallini e fragili (limonite, goethite, lepidocrocite).
Le varietà ricche di zinco mantengono il loro colore verde e la loro trasparenza.
Il caratteristico colore blu-verde (5BG6/1 nel sistema Munsell) della fougèrite è stato a lungo utilizzato come criterio universale nella classificazione del suolo per identificare i suoli a gley.

## Origine e giacitura
La fougèrite si forma per ossidazione parziale e idrolisi del Fe2+ acquoso; essendo instabile all'aria, si trasforma in lepidocrocite o goethite. Il minerale è stato trovato associato a kaolinite, vermiculite, quarzo, illite e feldspati.
In Italia il minerale è stato rinvenuto nella Val Varenna (Liguria); a Rio Popogna, nei pressi di Livorno (Toscana); a Gressoney-La-Trinité in Val d'Aosta.
In Austria è stato rinvenuto in diversi siti: Sankt Martin am Silberberg (Carinzia); Hollenstein an der Ybbs (Bassa Austria); Rauris (Salisburghese); Eisenerz e Admont (Stiria). In Germania la fougèrite è stata trovata a Iserlohn, Eschweiler e Kall (Renania Settentrionale-Vestfalia).
In Svizzera è stata trovata in un solo sito, a Val-de-Travers (in Canton Neuchâtel). In Grecia a Lavreotiki e in Spagna a Cuevas del Almanzora. Il minerale è stato trovato anche in alcune località della Gran Bretagna, del Canada, del Belgio e della Danimarca.